# Liste der griechischen Töpfer und Vasenmaler/Q

## Nicht namentlich bekannte Künstler (Notnamen)
| Name                  | Wikidata | Profession | Herkunft | Stil  | Zeit       | Bemerkung                                      | Beispiel |
| --------------------- | -------- | ---------- | -------- | ----- | ---------- | ---------------------------------------------- | -------- |
| Q-Maler               |          | Vasenmaler | Attika   | RF    | um 400     | Schalenmaler in der Werkstatt des Jenaer Maler |          |
| Q-50-50-Maler         |          | Vasenmaler | Attika   | SF    |            |                                                |          |
| Quadrat-Maler         |          | Vasenmaler | Attika   | RF/WG | 3/4 5. Jh. |                                                |          |
| Quagliati-Maler       |          | Vasenmaler | Korinth  | SF    |            |                                                |          |
| Queen's-College-Maler |          | Vasenmaler | Etrurien | EK    | 590/60     | gehört zur Hercle-Gruppe                       |          |

## Gruppen
| Name                             | Wikidata | Profession | Herkunft | Stil | Zeit | Bemerkung | Beispiel |
| -------------------------------- | -------- | ---------- | -------- | ---- | ---- | --------- | -------- |
| Q-Gruppe                         |          | Vasenmaler |          |      |      |           |          |
| Gruppe der Quattrefoil-Aryballoi |          | Vasenmaler | Korinth  | SF   |      |           |          |

## Klassen
| Name     | Wikidata | Profession | Herkunft | Stil  | Zeit | Bemerkung | Beispiel |
| -------- | -------- | ---------- | -------- | ----- | ---- | --------- | -------- |
| Klasse Q |          | Töpfer     | Attika   | RF/PL |      |           |          |